# Districte de Chiuta
El districte de Chiuta és un districte de Moçambic, situat a la província de Tete. Té una superfície de 6.887 kilòmetres quadrats. En 2007 comptava amb una població de 76.458 habitants. Limita al nord amb el districte de Macanga, al nord-oest amb el districte de Chifunde, a l'oest amb el districte de Marávia, al sud-oest amb el districte de Cahora-Bassa, al sud amb el districte de Changara, al sud-est i est amb el districte de Moatize i al nord-est amb el districte de Tsangano.

## Divisió administrativa
El districte està dividit en dos postos administrativos (Kazula e Manje), compostos per les següents localitats:
- Posto Administrativo de Kazula:
  - Chipiri
  - Kazula
  - Matenje
  - Muchena
- Posto Administrativo de Manje:
  - Manje
  - Caunda
  - Lumadzi
  - N'figo